# Trà Bui
Trà Bui là một xã thuộc huyện Bắc Trà My, tỉnh Quảng Nam, Việt Nam.
Xã Trà Bui có diện tích 178,30 km², dân số năm 2019 là 6.160 người, mật độ dân số đạt 35 người/km².